# 哈巴河县
哈巴河县是新疆维吾尔自治区阿勒泰地区下辖的一个县。面积8179平方公里，人口約8.5万人，县人民政府驻阿克齐镇。哈巴河县因哈巴河而得名。哈巴系蒙古语，意为一种小鱼，《西域同文志》：“准语哈巴为小鱼名，河出此小鱼故名。”

## 歷史
哈巴河县历史上曾有塞种人、匈奴、西突厥、鲜卑在这里生活。唐朝时今哈巴河县境辖于北庭都护府。 元朝今哈巴河县境归别失八里行尚书省。清初为青色特启勒图盟新土尔扈特蒙古游牧地，先属科布多参赞大臣管辖，后属阿尔泰办事大臣治理。
- 清光绪二十九年（1903年）设哈巴河屯局。
- 民国元年（1912年）置哈巴河设治局。
- 民国九年（1920年）改设县位，隶属布尔津县。
- 民国十年（1921年）设哈巴河县佐。
- 民国十九年（1930年）升格为县。

## 人口
2020年末，根據全國第七次人口普查統計數據顯示：哈巴河县常住人口为82524人。

## 地理
哈巴河县地貌特征是山区多，平原少，山地位于县北部，在海拔1200米以上，最高峰沙刚拉山达3396米； 丘陵位于县境中部，是山地与平原的过渡地带；平原位于县南部，海拔600米以下，北部为冲积－洪积平原，地势平坦，土质较好。县境内有额尔齐斯河、哈巴河、别列孜河、阿拉克别克河四条主要河流，年均径流量116亿立方米。哈巴河是额尔齐斯河支流中仅次于布尔津河的第二大支流，自河源至哈巴河汇入额尔齐斯河汇合口全长约216.3公里，流域面积7224平方公里，年径流量21.74亿立方米。
哈巴河县地处欧亚大陆腹地，纬度较高，属大陆性北温带寒冷气候区，春旱大风，夏短炎热，秋季凉爽，冬季寒冷，空气干燥，降雨量少，蒸发量大，日照丰富，温差较大，随纬度高低垂直地带性气候变化明显。年平均气温5.3℃，年降水量205.6毫米，全年日照2837.1小时，无霜期144天，年平均风速3.6米/秒。
哈巴河县境内有额尔齐斯河、哈巴河、别列孜河、阿拉克别克河四条主要河流，年均径流量116亿立方米，干流总长433公里。哈巴河是额尔齐斯河支流中仅次于布尔津河的第二大支流，自河源至哈巴河汇入额尔齐斯河汇合口全长约216.3公里，流域面积7224平方公里，年径流量21.74亿立方，年均流量68.9立方/秒，天然落差2637米，河道平均比降为12.19‰

## 行政区划
哈巴河县下辖4个镇、3个乡：
阿克齐镇、萨尔布拉克镇、齐巴尔镇、库勒拜镇、萨尔塔木乡、加依勒玛乡和铁热克提乡。

## 交通
- 219国道过境。
- 331国道过境。

## 旅游
- 多尕特岩畫：位於薩爾布拉克鄉，是一處有過萬年歷史的古跡[4]。在玉什阿夏村至哈龍溝村一帶，散落近千處石刻及岩畫[5][4]。

- 白沙湖：白沙湖是一个被沙丘环绕的沙漠小湖。南北长远800米，东西宽约500米，形状像豌豆，东面凹进，由地下水渗出汇聚而成。环湖四周分布着不同生境的几层植被，湖周50米以外，沙丘上生长着爬地柏，丘间地生长着额河杨、山植、白柳、绣线菊等植物。湖周50米以内生长着高大茂密的银灰杨、白杨、白桦混生林带，湖水四周环生着密密丛丛的芦苇、菖蒲等水生植物，而湖心则生有几片星星点点的野荷花，时有水鸟、野鸭游嬉水中。

- 那仁夏牧场：位于哈巴河县北部山区相对平缓的山间盆地之中，海拔1390米，那仁河缓缓流过，水草丰美。牛羊成群，花海草浪的尽头是由云杉、冷杉、红松等珍贵树种组成的一望无际的西伯利亚泰加林。